# رأب الإحليل
رأب الإحليل (بالإنجليزية: Urethroplasty)‏ هي عملية يصلح فيها الأطباء إصابة أو عيبًا داخل جدران الإحليل. وبشكل عام، تكون الرضوض والإصابات علاجية المنشأ والالتهابات الأسباب الأكثر شيوعًا لعيوب الإحليل التي تتطلب إصلاحًا جراحيًا. يعتبر رأب الإحليل الإجراء العلاجي الذهبي لتضيقات الإحليل، ويقدم نتائج أفضل من حيث معدلات الانتكاس مقارنةً بعمليات التوسيع أو بضع الإحليل. قد يكون رأب الإحليل العلاج الأفضل للتضيقات الطويلة والمعقدة، ومع ذلك تبقى معدلات النكس لهذه الحالات عالية.
توجد أربعة أنواع شائعة لرأب الإحليل: المفاغرة، تطعيم من البطانة المخاطية الشدقية، سديلة أو طعم باستخدام الصفن أو القضيب، ورأب الإحليل بطريقة جوهانسن.
لا تعتبر عملية رأب الإحليل عملية بسيطة، فقد يتطلب إجراءها 3- 8 ساعات. ومع ذلك، قد يستطيع المرضى الذين خضعوا لعملية تطلبت مدة قصيرة العودة إلى المنزل في نفس اليوم (ما بين 20% و30% من مجموع مرضى جراحة رأب الإحليل). وبشكل عام، تتطلب العملية إقامة في المستشفى لمدة يومين أو ثلاثة أيام بشكل وسطي، بينما تتطلب الإجراءات الأكثر تعقيدًا إقامةً تمتد من سبعة إلى عشرة أيام.

## مراحل العملية
تعتبر هذه الأجزاء من العملية مشتركة بين جميع الأنواع.

### ما قبل الجراحة
يخضع المريض لإجراء يتم فيه تصوير للإحليل لتحديد مدى المشكلة، ثم يُجرى الفحص والمسح السابق للعمل الجراحي وفقًا لسياسات المشفى وأخصائي التخدير وجراح المسالك البولية. يُعطى المريض توجيهات بعدم تناول أي شيء عن طريق الفم لفترة محددة قبل العمل الجراحي (عادةً 8 إلى 12 ساعة).
يُوجَّه المريض قبل الجراحة إلى ارتداء ثوب جراحي، ليوضَع بعدها في السرير حيث يمكن رصد العلامات الحيوية والبدء بتسريب السوائل الملحية العادية والأدوية السابقة للجراحة، بما في ذلك المضادات الحيوية والمسكنات من فئة البنزوديازيبين؛ حيث يبدأ ذلك عادةً بإعطاء الديازيبام أو الميدازولام.

### خلال الجراحة
يُنقل المريض إلى غرفة العمليات لتبدأ إجراءات التخدير الذي اختاره كل من المريض والطاقم الطبي. تُحضَّر في البداية المنطقة بالحلاقة، وتُغسَل بمطهر جرثومي (عادة البوفيدون اليودي أو غلوكونات الكلورهيكسيدين -إذا كان المريض يتحسس من الأول، ثم يوضَع المريض بعدها بوضعية لويد ديفيس. تُدلَّك ساقا المريض طوال فترة الإجراء بفواصل محددة سلفًا لتجنب حدوث متلازمة الحجرات، وهي اختلاط ينجم عن انضغاط الأوعية الدموية والأعصاب بسبب الوضعية التي يأخذها المريض خلال العمل الجراحي. تستخدم بعض المستشفيات نظام ألن الطبي الذي يعمل تلقائيًا على نفخ كم ضغط مطبق على الفخذ بفواصل زمنية محددة مسبقًا. صُمِّمَ هذا النظام لمنع متلازمة الحجرات في العمليات الجراحية التي تستمر أكثر من ست ساعات.
في هذا الوقت، يجري الفريق الجراحي اختبارًا لتحديد فعالية التخدير. عند الحصول على نتائج مرضية، يدخل الفريق الطبي قثطرة فوق العانة (مع نظام تصريف) إلى المثانة البولية (لإنشاء تحويل لمجرى البول أثناء الإجراء)، وبعد ذلك يشرع الطاقم الطبي بتنفيذ الإجراء المختار.

## رعاية ما بعد العمل الجراحي
يجري الفريق الطبي بعد العمل الجراحي مراقبة مستمرة للعلامات الحيوية بما في ذلك مقياس أكسجة الأنسجة والنبض ومراقبة تخطيط القلب ودرجة حرارة الجسم وضغط الدم من قبل فنيي التخدير، إلى أن يخرج المريض بعد العملية الجراحية إلى وحدة الصحو بعد الجراحة. إن كان المريض بعد استيقاظه من التخدير مرشحًا للتخريج في نفس اليوم، يجري تعليمه (والشخص المسؤول عنه في المنزل) كيفية العناية بالقثطرة ونظام الصرف البولي، وطريقة إفراغها، وكيفية تطهير المنطقة (أو المناطق) المعنية. بالإضافة إلى تعليمه كيفية تغيير الملابس والمدة اللازمة لتغييرها، ومراقبة علامات العدوى والالتهاب وعلامات انسداد القثطرة. يُعطى المريض أيضًا وصفات طبية لمضادات حيوية ومضادات تشنج بولية ومسكنات ألم خفيفة ومعتدلة (لا يتوقع أن يدوم الألم أكثر من بضعة أيام). يُطلب من المريض الراحة في الفراش لليومين الأولين بعد العملية وعدم رفع أي شيء مطلقًا، ويُطلب منه أيضًا استهلاك نظام غذائي غني بالألياف واستخدام ملين للبراز مثل البولي إيثيلين جليكول لتجنب الضغط الناجم عن الإمساك عند التغوط. بعد اليومين الأول والثاني، يُطلب من المريض زيادة النشاط البدني بشكل معقول وتجنب الخمول. وبالطبع، تعتبر الإماهة الكافية ضرورية خلال مرحلة التعافي بعد الإجراء.
تُحدَّد، وفقًا لتفضيل الجراح، جدولة موعد لتصوير الإحليل بالطريق الراجع ليتزامن مع تاريخ الإزالة المتوقع للقثطرة (ويكون ذلك عادةً بعد 7 إلى 14 يوم من الإجراء، وقد يزيل بعض الجراحين القثطرة في غضون 3 إلى 5 أيام). بعد 10 أيام من العملية، يُقيّم الطبيب خط (أو خطوط) الخياطة، وقد يزيل الخيوط إن كان ذلك ممكنًا (ولكن في كثير من الحالات يستخدم الجراح خيوطًا قابلة للامتصاص لا تتطلب إزالة).
تتحدد طول فترة الاستشفاء عادةً عن طريق:
- حالة المريض ووضعه بعد الشفاء.
- الآثار الناجمة عن التخدير/التركين/التخدير الشوكي المستخدم في العملية.
- الرعاية المتوقعة بعد الجراحة وفقًا لخطة الرعاية (تغيير الضمادات، ومراقبة المصارف الجراحية -إذا استخدمت).
- مراقبة الفغر المثاني الإحليلي المُنشأ حديثًا إن استُخدِمت طريقة جوهانسن في رأب الإحليل.
- مراقبة قثطرة فوق العانة أو قثطرة فولي بحثًا عن علامات العدوى أو الإنتان، بالإضافة إلى مراقبة تصريفها للبول.
- معايرة الأدوية المسكنة للألم والمضادة للتشنج إن أمكن.
- مراقبة مضاعفات ما بعد الجراحة إن وجدت.[3]

## المضاعفات المحتملة بعد العمل الجراحي
لا تحدث مضاعفات خطيرة لدى غالبية الذين يخضعون للعملية، ونسبة نجاحها عالية. ومع ذلك، قد تحدث مضاعفات خطرة لدى أقل من عشرة في المئة من المرضى، بصرف النظر عن مدى نجاح العمل الجراحي.
تشمل المضاعفات ما يلي:
- عودة التضيق/النكس.
- العدوى أو الإنتان.
- السلس البولي: تتحسن أعراض السلس عادةً مع مرور الوقت وباستخدام تمارين التقوية.
- الاحتباس البولي: يتطلب ذلك عادةً وضع قثطرة بولية لتفريغ المثانة بشكل كامل.
- ضعف الانتصاب.
- فقدان الإحساس في القضيب أو انخفاض الإحساس باللمس في جسم القضيب ورأسه.
- القذف الراجع وقد تطرأ تغيرات أخرى على القذف، كما قد تنخفض شدة النشوة الجنسية.
- الألم الرجيع.
- النواسير البولية.
- الإلحاح البولي.
- الرش البولي.
- الورم الدموي.
- النزيف الخارجي (من خط أو خطوط الخياطة).
- النزيف من خطوط الخياطة الداخلية التي تُكتَشَف عادةً من خلال خروج مفرزات دموية من الإحليل.